# Midship Glacier
Midship Glacier är en glaciär i Antarktis. Den ligger i Östantarktis. Nya Zeeland gör anspråk på området. Midship Glacier ligger 1 154 meter över havet.
Terrängen runt Midship Glacier är kuperad, och sluttar österut. Trakten är obefolkad. Det finns inga samhällen i närheten. 